# 猪崎城
猪﨑城（いざきじょう）は、京都府福知山市にあった日本の城。 

## 概要
1532年 - 1555年に塩見筑前守利勝によって築かれた。
由良川に面した標高64.9mの城山に築かれており、現在は城山公園として整備されている。
山頂に主郭があり北端が一段小高く櫓台になっている。西を除く三方を取り囲むように横堀が巡らされており、その周囲には腰曲輪と思われる平地が多数残されている。
三段池公園の南西側にある小山が城山で、北東麓から遊歩道が付いている。
最寄り駅は福知山駅。

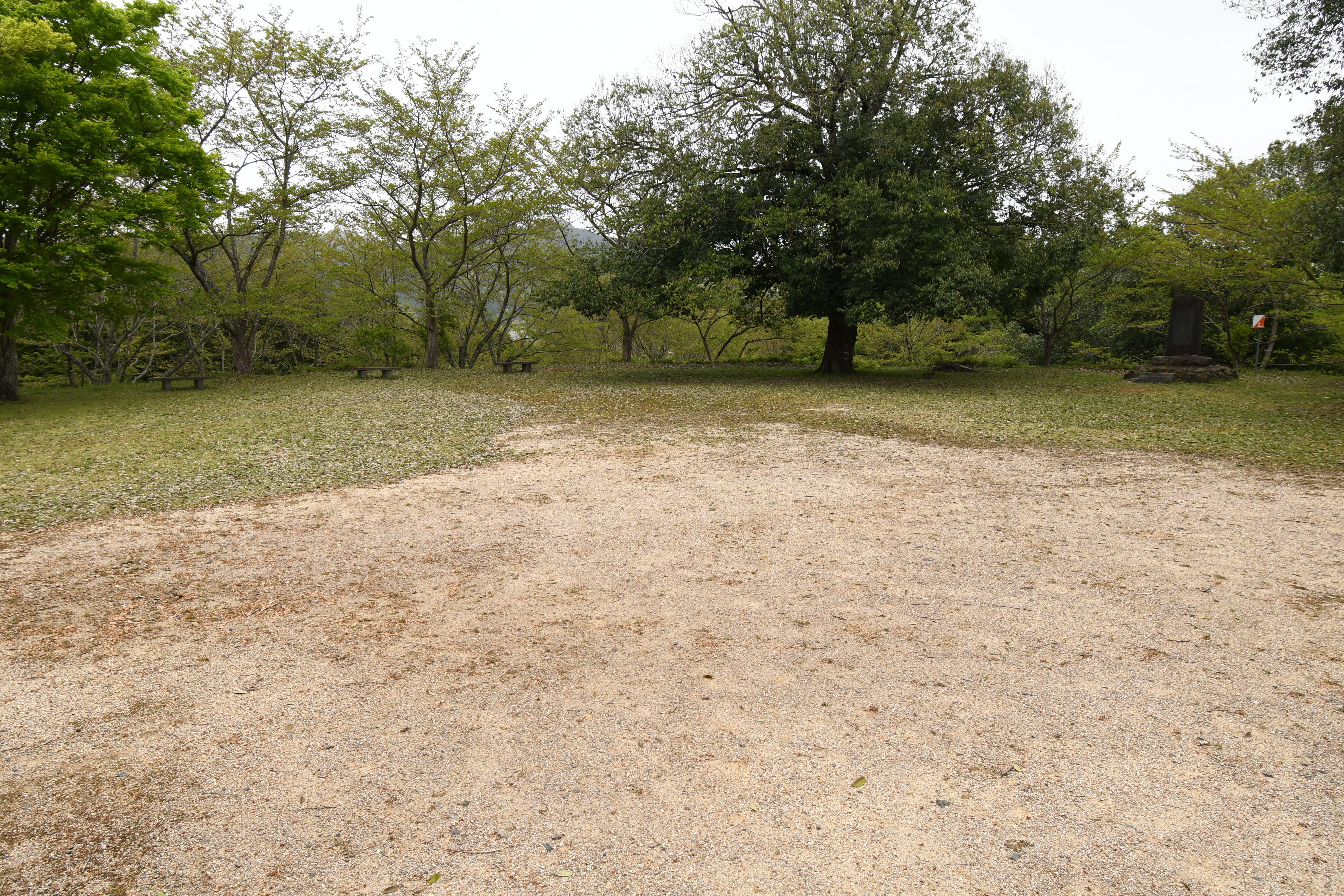
主郭
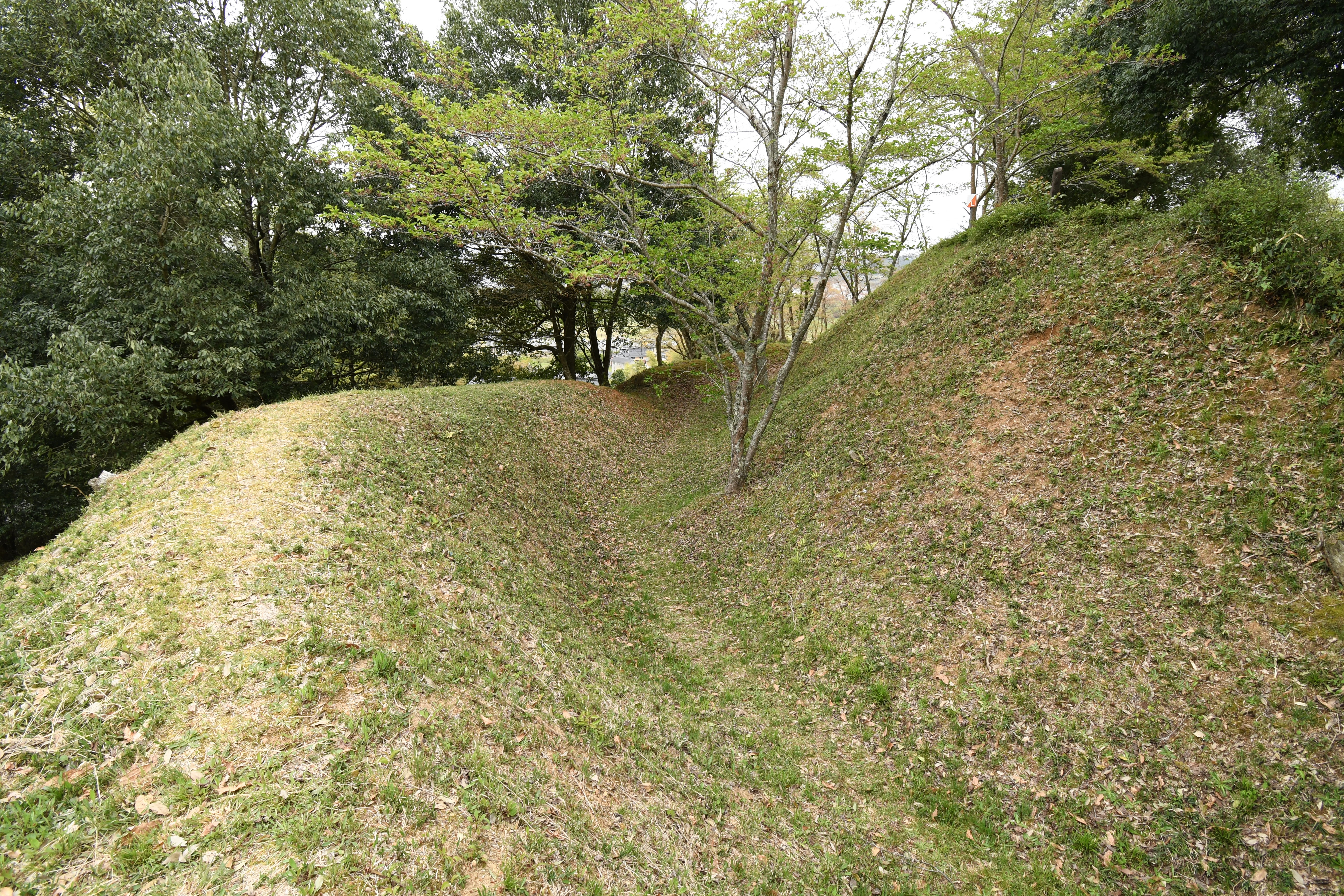
空堀